# جيك كليمونز
جيك كليمونز (بالإنجليزية: Jake Clemons)‏ هو عازف ساكسفون أمريكي، ولد في 27 فبراير 1980.

## وصلات خارجية
- الموقع الرسمي
- جيك كليمونز على موقع IMDb (الإنجليزية)
- جيك كليمونز على موقع ميوزك برينز (الإنجليزية)
- جيك كليمونز على موقع ديسكوغز (الإنجليزية)
- جيك كليمونز على موقع قاعدة بيانات الفيلم (الإنجليزية)